# Hraničná (Pomezí nad Ohří)
Hraničná (németül: Unterkunreuth) Pomezí nad Ohří településrésze Csehországban a Karlovy Vary-i kerület Chebi járásában. Központi községétől 0,5 km-re délre fekszik. A 2001-es népszámlálási adatok szerint 24 lakóháza és 39 lakosa van.